# Mengamuñoz
Mengamuñoz è un comune spagnolo di 70 abitanti situato nella comunità autonoma di Castiglia e León.